# 热克斯地区
热克斯地区（法語：Pays de Gex，法語發音：[pe.i də ʒɛks]）是法国的一个历史悠久的地区，位于安省东北部 。   
热克斯地区的西北接法国汝拉省，东北至瑞士沃州，东临瑞士日內瓦州，东南至萨伏依地区，西南至比热地区。